# Grupo Desportivo de Bragança
Le Grupo Desportivo de Bragança est un club portugais de football. Il est basé à Bragance (Bragança en portugais).

## Historique
Lors de la saison 2000-2001, le club, qui évolue en troisième division, réussit la performance d'atteindre les quarts de finale de la Coupe du Portugal. La même chose se produit lors de la saison 2006-2007.
Pizzi, joueur ayant gagné la ligue des Nations avec le Portugal, a évolué au sein du club dans les équipes jeune de 2000 à 2007. Il a également joué 7 matchs et marqué un but avec les seniors lors de l'année 2007.